# 北奇查斯县

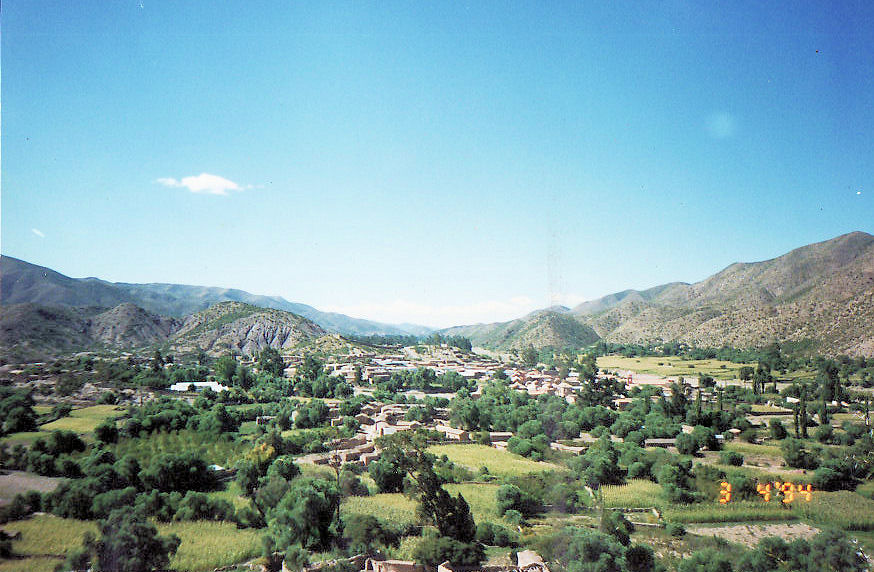

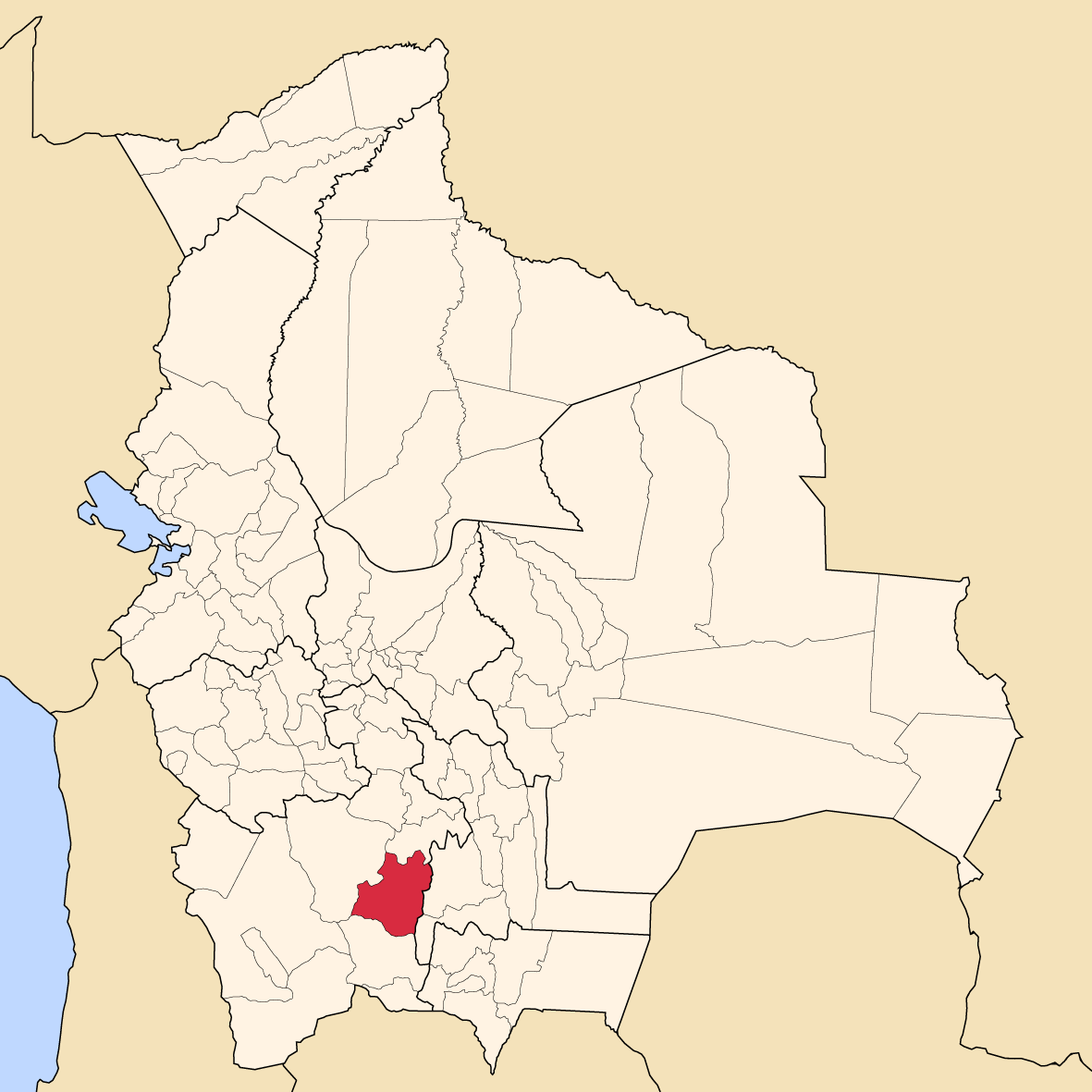

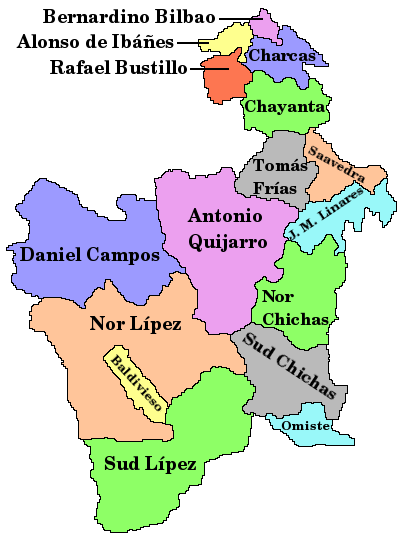

北奇查斯县（西班牙語：Provincia de Nor Chichas），是玻利維亞的县份，位於該國西南部，屬於波托西省的一部分，县府設於圣地亚哥-德科塔盖塔，面積8,205平方公里，2001年人口35,323，人口密度每平方公里4.3人。